# 3-as busz (Tatabánya)
A tatabányai 3-as jelzésű autóbusz a Kertváros, végállomás és a Bányász körtér között közlekedik. A vonalat a T-Busz Tatabányai Közlekedési Kft. üzemelteti.

## Története
2018. január 1-jén átvette a 3-as busz üzemeltetését a T-Busz Tatabányai Közlekedési Kft., melynek végállomása az Autóbusz-állomástól a Kertvárosba került át.

## Útvonala
| Bányász körtér felé | Kertváros, végállomás felé |
| --- | --- |
| Kertváros, végállomás – Építők útja – Hadsereg utca – Gerecse utca – Lapatári utca – Rákóczi Ferenc út – Huba vezér utca – Komáromi utca – Fő tér – Mártírok útja – Táncsics Mihály út – Kormos út – Népház utca – Vértanúk tere – Népház utca – Semmelweis utca – dr. Mohi Rezső utca – Bányász körtér | Bányász körtér – dr. Mohi Rezső utca – Semmelweis utca – Népház utca – Vértanúk tere – Népház utca – Kormos út – Táncsics Mihály út – Mártírok útja – Fő tér – Komáromi utca – Töhötöm vezér utca – Győri út – Rákóczi Ferenc út – Lapatári utca – Gerecse utca – Hadsereg utca – Építők útja – Kertváros, végállomás |

## Megállóhelyei
| 0  | Kertváros, végállomás végállomás | 26 | 3A, 3G, 3L, 4, 4E, 8, 8L, 8S, 9, 9D, 10, 18, 38, 38G, 52, 53, 53B, 54                                  |
| 1  | Kölcsey Ferenc utca              | 25 | 3A, 3G, 3L, 4, 4E, 8, 8L, 8S, 9, 9D, 10, 18, 38, 38G, 52, 53, 53B, 54                                  |
| 2  | Bányász Művelődési Ház           | 24 | 3A, 3G, 3L, 4, 4E, 8, 8L, 8S, 9, 9D, 10, 18, 38, 38G, 52, 53, 53B, 54                                  |
| 3  | Gerecse utca                     | 23 | 3A, 3G, 3L, 4, 4E, 8, 8L, 8S, 9, 9D, 10, 18, 38, 38G, 52, 53, 53B, 54                                  |
| ∫  | Lapatári út                      | 22 | 3A, 3G, 3L, 8, 8L, 8S, 10, 18, 38, 38G, 52, 52I, 53, 53B, 53I, 59B                                     |
| 6  | Töhötöm vezér utca               | 19 | 2, 3A, 3G, 3L, 5P, 10, 11, 15, 38, 38G, 53, 53B, 53I, 57 8400, 8401, 8462                              |
| 8  | Lehel tér                        | 18 | 2, 3A, 3G, 3L, 38, 38G, 53, 53B, 53I, 57                                                               |
| 10 | Ond vezér utca                   | 16 | 2, 3A, 3G, 3L, 38, 38G, 53, 53B, 53I, 57                                                               |
| 12 | Fő tér                           | 14 | 2, 3A, 3G, 3L, 6, 9, 9D, 10, 16, 38, 38G, 53, 53B, 57, 59B, 59I, 70 8443                               |
| 14 | Mártírok útja                    | 12 | 2, 3A, 3G, 3L, 6, 9, 9D, 10, 16, 38, 38G, 53, 53B, 57, 59B, 59I, 70 8443                               |
| 15 | Ifjúság út                       | 11 | 2, 3A, 3G, 3L, 6, 9, 9D, 10, 16, 38, 38G, 52, 52I, 53, 53B, 57, 59B, 59I, 70 8443                      |
| 17 | József Attila Művelődési Ház     | 9  | 3A, 3G, 3L, 10, 52, 52I, 53, 53I, 70                                                                   |
| 18 | Táncsics Mihály út               | 8  | 3G, 3L, 10, 18, 52, 52I, 53, 53I                                                                       |
| 20 | Autópálya elágazás               | 6  | 3G, 3L, 10, 18, 52, 52I, 53, 53I                                                                       |
| 21 | Hármashíd                        | 5  | 3A, 3G, 3L, 8, 8L, 8S, 10, 18, 38, 38G, 53B 8406, 8410, 8421, 8422, 8423                               |
| 22 | Vértanúk tere                    | 4  | 3A, 3G, 3L, 5, 5P, 8, 8L, 8S, 10, 18, 38, 38G, 53B, 59B 8406, 8410, 8421, 8422, 8423, 8435, 8437, 8471 |
| 23 | Népház                           | 3  | 3A, 3G, 3L, 5, 5P, 8, 8L, 8S, 10, 18, 38, 38G, 53B, 59B                                                |
| 24 | Gőzfürdő                         | 2  | 1, 1G, 3A, 3G, 3L, 4, 4E, 6, 8, 8L, 8S, 11, 16, 18, 38, 38G, 51, 51B, 53B 8435, 8436                   |
| 25 | Újtemető                         | 1  | 1, 1G, 3A, 3G, 3L, 4, 4E, 6, 8, 8L, 8S, 11, 16, 18, 38, 38G, 51, 51B, 53B                              |
| 26 | Bányász körtér végállomás        | 0  | 1, 3A, 3G, 3L, 4, 4E, 6, 8, 8L, 8S, 11, 16, 18, 36, 38, 38G, 51, 51B, 53B 8432, 8435, 8436, 8443       |

## Külső hivatkozások
- Vonaltérképek. T-Busz Tatabányai Közlekedési Kft. (Hozzáférés: 2018. december 3.)